# فيكي لياندروس
فاسيليكي برونيس فون رافن (Vassiliki Baroness Con Ruffin) من مواليد 23 أغسطس 1949 أو 1952 (سنة الولادة مجهولة) تعرف أكثر باسمها المستعار فيكي لياندروس (Vicky Leandros) هي مغنية يونانية مع تاريخ عالمي حافل وابنة المغني والموسيقي ليو لياندروس. سنة 1972 أصبحت لها شهرة عالمية بعد فوزها بالمسابقة الغنائية (بالإنجليزية: Eurovision songs contest)‏.

## روابط خارجية
- فيكي لياندروس على موقع IMDb (الإنجليزية)
- فيكي لياندروس على موقع مونزينجر (الألمانية)
- فيكي لياندروس على موقع ميوزك برينز (الإنجليزية)
- فيكي لياندروس على موقع أول ميوزيك (الإنجليزية)
- فيكي لياندروس على موقع ديسكوغز (الإنجليزية)
- فيكي لياندروس على موقع قاعدة بيانات الفيلم (الإنجليزية)
- فيكي لياندروس على موقع كينوبويسك (الروسية)